# Törpe üveglazac
A törpe üveglazac (Prionobrama filigera) a pontylazacfélék (Characidae) családjába tartozó faj.

## Előfordulása
Édesvízi hal, a dél-amerikai Amazonas-medence folyóiban honos. Gyakori díszhal akváriumokban.

## Megjelenése
Testhossza legfeljebb 6 cm.

## Életmódja
Természetes élőhelyén vízi rovarok lárváival és apró rákokkal táplálkozik.

## Fordítás
- Ez a szócikk részben vagy egészben  a   Glass Bloodfin Tetra című angol Wikipédia-szócikk ezen változatának fordításán alapul.  Az eredeti cikk szerkesztőit annak laptörténete sorolja fel. Ez a jelzés csupán a megfogalmazás eredetét és a szerzői jogokat jelzi, nem szolgál a cikkben szereplő információk forrásmegjelöléseként.